# Mâcon
Mâcon (phát âm tiếng Pháp: [mɑ.kɔ̃]), theo lịch sử gọi là Mascon, là một thành phố ở miền trung-đông Pháp. Đây là tỉnh của bộ phận Saône-et-Loire ở Bourgogne-Franche-Comté. Mâcon là nơi sinh sống của gần 34.000 cư dân, những người này được gọi bằng tiếng Pháp là Mâconnais. Thành phố đã đặt tên cho những vườn nho gần đó và 'tên gọi' rượu vang.

## Khí hậu
| Dữ liệu khí hậu của Mâcon (1981–2010)     | Dữ liệu khí hậu của Mâcon (1981–2010) | Dữ liệu khí hậu của Mâcon (1981–2010) | Dữ liệu khí hậu của Mâcon (1981–2010) | Dữ liệu khí hậu của Mâcon (1981–2010) | Dữ liệu khí hậu của Mâcon (1981–2010) | Dữ liệu khí hậu của Mâcon (1981–2010) | Dữ liệu khí hậu của Mâcon (1981–2010) | Dữ liệu khí hậu của Mâcon (1981–2010) | Dữ liệu khí hậu của Mâcon (1981–2010) | Dữ liệu khí hậu của Mâcon (1981–2010) | Dữ liệu khí hậu của Mâcon (1981–2010) | Dữ liệu khí hậu của Mâcon (1981–2010) | Dữ liệu khí hậu của Mâcon (1981–2010) |
| Tháng                                     | 1                                     | 2                                     | 3                                     | 4                                     | 5                                     | 6                                     | 7                                     | 8                                     | 9                                     | 10                                    | 11                                    | 12                                    | Năm                                   |
| ----------------------------------------- | ------------------------------------- | ------------------------------------- | ------------------------------------- | ------------------------------------- | ------------------------------------- | ------------------------------------- | ------------------------------------- | ------------------------------------- | ------------------------------------- | ------------------------------------- | ------------------------------------- | ------------------------------------- | ------------------------------------- |
| Cao kỉ lục °C (°F)                        | 17.8 (64.0)                           | 20.3 (68.5)                           | 24.5 (76.1)                           | 29.8 (85.6)                           | 32.8 (91.0)                           | 37.2 (99.0)                           | 39.2 (102.6)                          | 39.8 (103.6)                          | 35.2 (95.4)                           | 28.4 (83.1)                           | 23.1 (73.6)                           | 19.3 (66.7)                           | 39.8 (103.6)                          |
| Trung bình ngày tối đa °C (°F)            | 5.5 (41.9)                            | 7.6 (45.7)                            | 12.3 (54.1)                           | 15.7 (60.3)                           | 20.1 (68.2)                           | 23.9 (75.0)                           | 26.6 (79.9)                           | 26.2 (79.2)                           | 21.9 (71.4)                           | 16.5 (61.7)                           | 9.9 (49.8)                            | 6.1 (43.0)                            | 16.1 (61.0)                           |
| Tối thiểu trung bình ngày °C (°F)         | 0.0 (32.0)                            | 0.6 (33.1)                            | 3.4 (38.1)                            | 5.9 (42.6)                            | 10.1 (50.2)                           | 13.4 (56.1)                           | 15.5 (59.9)                           | 14.9 (58.8)                           | 11.5 (52.7)                           | 8.3 (46.9)                            | 3.6 (38.5)                            | 1.0 (33.8)                            | 7.4 (45.3)                            |
| Thấp kỉ lục °C (°F)                       | −21.2 (−6.2)                          | −21.4 (−6.5)                          | −10.2 (13.6)                          | −4.1 (24.6)                           | −1.8 (28.8)                           | 3.7 (38.7)                            | 5.9 (42.6)                            | 5.8 (42.4)                            | 1.0 (33.8)                            | −4.8 (23.4)                           | −8.7 (16.3)                           | −16.2 (2.8)                           | −21.4 (−6.5)                          |
| Lượng Giáng thủy trung bình mm (inches)   | 59.0 (2.32)                           | 52.5 (2.07)                           | 48.7 (1.92)                           | 74.6 (2.94)                           | 88.1 (3.47)                           | 75.5 (2.97)                           | 70.9 (2.79)                           | 71.7 (2.82)                           | 79.5 (3.13)                           | 85.5 (3.37)                           | 83.8 (3.30)                           | 69.5 (2.74)                           | 859.3 (33.83)                         |
| Số ngày giáng thủy trung bình (≥ 1.0 mm)  | 10.3                                  | 8.8                                   | 8.9                                   | 10.1                                  | 10.9                                  | 8.9                                   | 8.2                                   | 8.2                                   | 8.1                                   | 10.4                                  | 10.5                                  | 10.7                                  | 113.9                                 |
| Độ ẩm tương đối trung bình (%)            | 88                                    | 84                                    | 77                                    | 74                                    | 75                                    | 73                                    | 71                                    | 74                                    | 80                                    | 86                                    | 88                                    | 89                                    | 79.9                                  |
| Số giờ nắng trung bình tháng              | 61.9                                  | 91.5                                  | 154.9                                 | 182.0                                 | 212.9                                 | 245.3                                 | 267.7                                 | 242.4                                 | 185.6                                 | 116.9                                 | 70.3                                  | 50.5                                  | 1.881,9                               |
| Nguồn 1: Météo France                     |                                       |                                       |                                       |                                       |                                       |                                       |                                       |                                       |                                       |                                       |                                       |                                       |                                       |
| Nguồn 2: Infoclimat.fr (độ ẩm, 1961–1990) |                                       |                                       |                                       |                                       |                                       |                                       |                                       |                                       |                                       |                                       |                                       |                                       |                                       |

## Nhân khẩu học
| 1844   | 1962   | 1968   | 1975   | 1982   | 1990   | 1999   |
| ------ | ------ | ------ | ------ | ------ | ------ | ------ |
| 10 998 | 29 485 | 34 227 | 39 344 | 38 404 | 37 275 | 34 469 |

## Các thành phố kết nghĩa
- Eger, Hungary
- Neustadt an der Weinstraße, Đức
- Pori, Phần Lan

## Những người con của thành phố
- Lucie Aubrac, nữ giáo viên sử, thành viên của Résistance
- Alphonse de Lamartine
- Claude Louis Mathieu, nhà toán học và nhà thiên văn học